# بیک پولاد
بیک پولاد، روستایی از توابع بخش راز و جرگلان شهرستان راز و جرگلان در استان خراسان شمالی ایران است.

## جمعیت
این روستا در بخش مرکزی شهرستان رازوجرگلان قرار دارد وجمعیت آن بیش از 5000 نفر  و بیش از (۵۱۵خانوار) میباشد